# Dolan's Cadillac
Dolan's Cadillac, conosciuto anche col titolo Dolan's Cadillac - Amore, morte e vendetta, è un film del 2009 diretto da Jeff Beesley e con principali interpreti Christian Slater e Wes Bentley.
La sceneggiatura è stata scritta da Richard Dooling ed è basata sul racconto La Cadillac di Dolan di Stephen King, contenuto nella raccolta Incubi & deliri.
Il film è stato distribuito in Italia direttamente per il mercato home video, a partire dal 3 marzo 2010.

## Trama
Il professor Tom Robinson vede uccidere sua moglie Elizabeth in quanto testimone degli omicidi di un carico di clandestine arrivate negli USA dal Messico. La morte della moglie distrugge completamente Robinson, che gli fa perdere la ragione soprattutto scoprendo che dopo innumerevoli tentativi Elizabeth era rimasta finalmente incinta. A nulla servono le sedute con lo psicologo e le pillole del paradiso (droga consentita per chi ha subito terribili traumi emotivi), Robinson si sente come se fosse in un inferno sulla terra e la sua condizione peggiora sempre di più col tempo. Dolan è un delinquente di medio livello che gestisce la malavita della città e il traffico umano. Per lui la vita degli altri conta solo se rende denaro. Se ne va tranquillamente in giro con la sua Cadillac SUV corazzata scortato da un'autista cinica e un gorilla violento. Trascorrono alcuni anni dall'omicidio di Elizabeth, sino a che il fantasma di lei inizia ad apparire a Robinson chiedendo d'essere vendicata. Colmo di vendetta, Robinson inizia a premeditare la sua spietata vendetta.
Ma per organizzare un buon piano ci vuole tempo e dopo un primo fallimento, finalmente, nella mente tormentata di Robinson, una buona idea si fa strada....
Tom, che non ha alcuna esperienza criminale, osserva e studia ogni dettaglio della vita di Dolan. Scopre che Dolan viaggia regolarmente lungo una strada isolata nel deserto a bordo della sua lussuosa Cadillac Escalade blindata, scortato dai suoi uomini.
In tanto a lui si avvicina un'agente dei servizi segrete che gli chiede aiuto per poter finalmente catturare Dolan e distruggere la sua organizzazione. Ma Tom non intende più collaborare, disprezzando la polizia per non avere protetto sua moglie, anche se effettivamente fu lei ad allontanarsi nonostante questi le avessero detto di non farlo.
Durante l'estate si fa ingaggiare da degli operai che lavorano la strada per imparare il loro mestiere, parte essenziale per attuare il suo piano.
Tom decide di sabotare la strada su cui Dolan viaggia abitualmente, scavando una trappola nel deserto. Le visioni del fantasma della moglie orribilmente bruciata, lo spingono a proseguire. 
Nel frattempo, Dolan continua la sua vita criminale, ignaro del piano di Tom, ma sempre paranoico e sospettoso, circondato dai suoi fedeli scagnozzi, ampliando il suo traffico di esseri umani, oltre alle prostitute intende commerciare bambini per il mercato pedofilo.
Con la trappola completata, Tom attua il suo piano. 
Nel giorno in cui Dolan passa per il deserto, mette dei cartelli di deviazione, facendolo andare nella strada dove ha posizionato la sua trappola. Tramite dei teli, copre il buco che aveva scavato, la Cadillac vi precipita dentro rimanendo bloccata.
L'autista muore per lo schianto, la guardia del corpo si ritrova con una gamba rotta, mentre Donal rimane illeso. Tom con una ruspa e il badile inizia a sepellire l'auto. Il criminale inizialmente confuso, scopre infine che si tratta di Robinson e spara alla sua guardia per avere silenzio. Il criminale cerca di convincere e manipolare Tom con minacce e promesse, ma nulla funziona. Tom ricolmo di odio gli rinfaccia di avere ucciso sua moglie e suo figlio non ancora nato, e la sua punizione sarà quella di essere sepellito vivo nella sua auto diventata ora la sua prigione.
Tom riceve poco dopo una telefonata dall'agente, rivelando che hanno fatto crollare l'organizzazione criminale di Donal e arrestato tutti i suoi uomini, solo lui è assente. Nonostante la possibilità di avvertire le autorità, Tom sceglie di completare la sua vendetta. Con un sorriso sadico e folle Tom posa l'ultima pietra compiacendosi nella vendetta, mentre Donal urla disperato e terrorizzato. Completata la sua vendetta lo spettro della moglie scompare, liberando finalmente Tom.

## Produzione
Alla regia è stato coinvolto Jeff Beesley su sceneggiatura di Richard Dooling
Le riprese si sono svolte durante l'estate 2008 nelle location di Regina (Canada) e Moose Jaw.
La star del J-pop, Crystal Kay, ha scritto i principali temi musicali tra cui la canzone "Hold on".